# ريكاردو باجادور
ريكاردو باجادور (بالكرواتية: Ricardo Bagadur)‏ (16 سبتمبر 1995 برييكا في كرواتيا - ) هو لاعب كرة قدم كرواتي في مركز الدفاع. شارك مع منتخب كرواتيا تحت 19 سنة لكرة القدم. أما مع النوادي، فقد لعب مع فيورنتينا ونادي رييكا ونادي ساليرنيتانا وHNK Rijeka Academy ‏ وNK Pomorac 1921 ‏.

## وصلات خارجية
- ريكاردو باجادور على موقع قاعدة بيانات كرة القدم.إي يو (الإنجليزية)
- ريكاردو باجادور على موقع Soccerbase.com (لاعب) (الإنجليزية)
- ريكاردو باجادور على موقع Soccerway.com (الإنجليزية)
- ريكاردو باجادور على موقع عالم كرة القدم.نت (الإنجليزية)
- ريكاردو باجادور على موقع AS.com (الإسبانية)